# شبکه تاریک (مجموعه تلویزیونی)
شبکه تاریک (انگلیسی: Dark Net) یک مجموعه تلویزیونی مستند آمریکایی است که توسط ماتی کوچاوی ساخته شده و وب و فناوری تاریک را مورد بررسی قرار می‌دهد و از موضوعاتی نظیر هشدارهای زیستی، آدم‌ربایی در فضای مجازی، جنگ دیجیتال، فرقه‌های آنلاین است. این مجموعه برای اولین بار در ۲۱ ژانویه ۲۰۱۶، در شوتایم برگزار شد و فصل اول آن شامل هشت قسمت بود. فصل دوم آن، شامل هشت قسمت، در ۶ آوریل ۲۰۱۷ به نمایش درآمد.

## تولید
نمایش مجموعه در نوامبر ۲۰۱۵ توسط ماتی کوچاوی ایجاد شده‌است و با Part2 Pictures به‌طور مشترک تولید می‌کند. این مجموعه برای فصل دوم در مارس ۲۰۱۶ تمدید شد.

## نقدها
این مجموعه به‌طور کلی از نظر منتقدین نظر مثبت گرفته‌است. در متاکریتیک، بر اساس شش بررسی، نمره ۶۹ از ۱۰۰ را کسب کرده‌است. کیت اولیچ از هالیوود ریپورتر آن را مورد بررسی مثبت قرار داد، آن را "قانع کننده" خواند و نوشت: "تأمل و محکومیت، همه در یک چیز پیچیده شده‌است، و در پایان همه جوابهای آسان وجود ندارد. این واقعیت که شبکه تازیک هرگز به شما اجازه نمی‌دهد دیدگاه آن را کاملاً مشخص کنید، روند دادرسی را ناخوشایند نگه می‌دارد. " برایان لوری از ورایتی بررسی متفاوتی را در این باره انجام داد و نوشت: «غیر از تصدیق وجود این خرده فرهنگ‌ها، آنچه شبکه تاریک انجام نمی‌دهد، روشن کردن بسیار زیاد آنها است.»

## پخش بین‌المللی
اولین پخش مجموعه همزمان با پخش در آمریکا، در کانادا از شبکه فیلم در تاریخ ۲۱ ژانویه ۲۰۱۶ انجام شد.